# Noeconia kabakovi
Noeconia kabakovi là một loài bọ cánh cứng trong họ Cerambycidae.